# Rhynchospora subsetigera
Rhynchospora subsetigera är en halvgräsart som beskrevs av Hans Heinrich Pfeiffer. Rhynchospora subsetigera ingår i släktet småag, och familjen halvgräs. Inga underarter finns listade i Catalogue of Life.